# Mondsröttchen
Mondsröttchen ist ein Ortsteil im Stadtteil Kaule von Bergisch Gladbach. 

## Geschichte

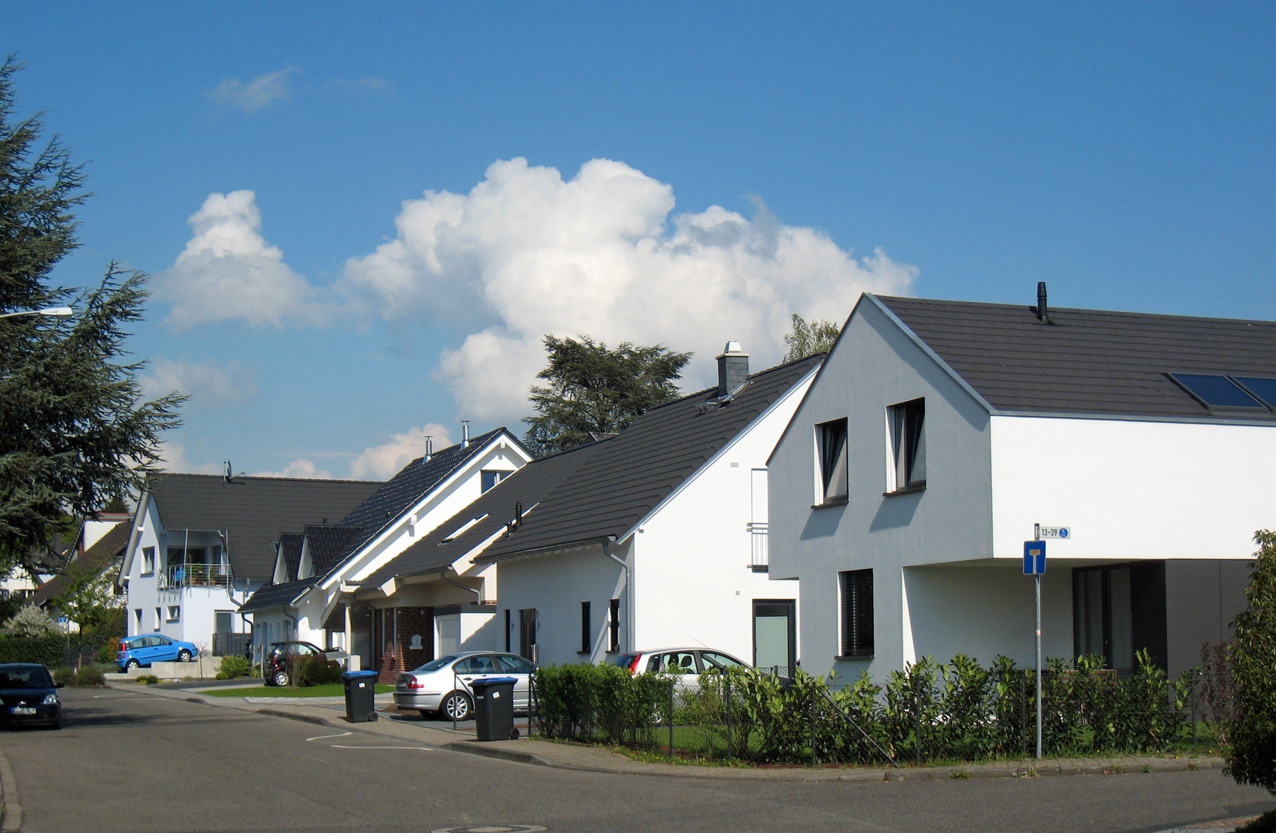
Häuser in Mondsröttchen

Der Siedlungsname Mondsröttchen greift die alte Gewannenbezeichnung „Im Monds Rödchen“ auf, die das Urkataster nordwestlich von Broichen verzeichnet. Das Grundwort „röttchen/Rödchen“ (= roden) weist auf einen Rodungsvorgang hin. Das Bestimmungswort „Mond“ vom althochdeutschen „mano“ (= Mond) weist auf die runde Form des gerodeten Flurstücks hin. Der Flurname bezeichnet also eine kreisförmige gerodete Fläche, deren Entstehung vermutlich in das erste Jahrzehnt des 18. Jahrhunderts zurückreicht.